# Solanum chamaeacanthum
Solanum chamaeacanthum är en potatisväxtart som beskrevs av August Heinrich Rudolf Grisebach. Solanum chamaeacanthum ingår i släktet skattor som ingår i familjen potatisväxter. Inga underarter finns listade i Catalogue of Life.